# Rio Hayes
O Rio Hayes é uma rio localizado no Norte de Manitoba, Canadá. O rio flui do Lago Molson para a Baía de Hudson em York Factory. Foi um rio historicamente importante no desenvolvimento do Canadá, e hoje é um rio do patrimônio canadense e o mais longo rio que flui naturalmente em Manitoba.